# 埃利奥·拉尼
埃利奥·拉尼（義大利語：Elio Ragni，1910年12月5日—1998年6月19日），意大利男子田径运动员，主攻短跑。他曾代表意大利参加1936年夏季奥林匹克运动会田径比赛，获得男子4×100米接力银牌。